# Сигфридссон, Маргарета
Маргаре́та Си́гфридссон (швед. Margaretha Sigfridsson; род. 28 января 1976, Сверг, Емтланд) — шведская кёрлингистка, скип и первый в женской сборной команде Швеции на Олимпийских играх 2014 года. Тренер по кёрлингу.
Призёр чемпионатов мира, чемпион и призёр чемпионатов Европы, многократный чемпион Швеции среди женщин.
Играла на позициях четвёртого и первого. Много сезонов была скипом команды.
Начала заниматься кёрлингом в 1989 году, в возрасте 13 лет.

## Достижения
- Чемпионат мира по кёрлингу среди женщин: серебро (2002, 2009, 2012, 2013).
- Чемпионат Европы по кёрлингу: золото (2010, 2013), серебро (2011), бронза (2012).
- Чемпионат Швеции по кёрлингу среди женщин: золото (2009, 2010, 2012, 2013, 2017), серебро (2008), бронза (2015).
- Чемпионат Швеции по кёрлингу среди смешанных пар: серебро (2016).
- Чемпионат мира по кёрлингу среди юниоров: серебро (1997).
- Чемпионат Швеции по кёрлингу среди юниоров: золото (1997).

- «Команда всех звёзд» (англ. All-Star Team) чемпионата мира среди юниоров: 1997.

## Команды
| Сезон                                               | Четвёртый             | Третий                | Второй              | Первый                | Запасной                                                                            | Турниры                                           |
| --------------------------------------------------- | --------------------- | --------------------- | ------------------- | --------------------- | ----------------------------------------------------------------------------------- | ------------------------------------------------- |
| 1996—97                                             | Мария Энгхольм        | Маргарета Сигфридссон | Анна-Кари Линдхольм | Maria Halvarsson      | Erika Backman                                                                       | ЧШЮ 1997 · ЧМЮ 1997                               |
| 1997—98                                             | Маргарета Сигфридссон | Мария Энгхольм        | Анна-Кари Линдхольм | Mari-Louise Persson   |                                                                                     |                                                   |
| 1998—99                                             | Маргарета Сигфридссон | Мария Энгхольм        | Аннетт Йорнлинд     | Анна-Кари Линдхольм   |                                                                                     |                                                   |
| 2001—02                                             | Мария Энгхольм        | Маргарета Сигфридссон | Аннетт Йорнлинд     | Анна-Кари Линдхольм   | Ульрика Бергман тренер: Андреас Прюц                                                | ЧМ 2002                                           |
| 2002—03                                             | Маргарета Сигфридссон | Мария Энгхольм        | Маргарета Драйбур   | Аннетт Йорнлинд       |                                                                                     |                                                   |
| 2007—08                                             | Стина Викторссон      | Мария Прюц            | Мария Веннерстрём   | Маргарета Сигфридссон | Сабина Краупп (ЧМ) тренер: Андреас Прюц (ЧМ)                                        | ЧШЖ 2008 · ЧМ 2008 (6 место)                      |
| 2008—09                                             | Стина Викторссон      | Кристина Бертруп      | Мария Веннерстрём   | Маргарета Сигфридссон |                                                                                     | ЧШЖ 2009                                          |
| 2008—09                                             | Анетте Норберг        | Ева Лунд              | Катрин Линдаль      | Маргарета Сигфридссон | Кайса Бергстрём тренер: Стефан Лунд                                                 | ЧМ 2009                                           |
| 2009—10                                             | Стина Викторссон      | Кристина Бертруп      | Мария Веннерстрём   | Маргарета Сигфридссон |                                                                                     | ЧШЖ 2010                                          |
| 2010—11                                             | Стина Викторссон      | Кристина Бертруп      | Мария Веннерстрём   | Маргарета Сигфридссон | Агнес Кнохенхауэр тренер: Рикард Хальстрём                                          | ЧЕ 2010                                           |
| 2011—12                                             | Мария Прюц            | Кристина Бертруп      | Мария Веннерстрём   | Маргарета Сигфридссон | Сабина Краупп (ЧЕ, ЧМ) тренер: Фредрик Хальстрём                                    | ЧЕ 2011 · ЧШЖ 2012 · ЧМ 2012                      |
| 2012—13                                             | Мария Прюц            | Кристина Бертруп      | Мария Веннерстрём   | Маргарета Сигфридссон | Агнес Кнохенхауэр (ЧЕ, ЧМ) тренеры: Фредрик Хальстрём (ЧЕ, ЧМ), Пейя Линдхольм (ЧЕ) | ЧЕ 2012 · ККК 2013 · ЧМ 2013                      |
| 2012—13                                             | Мария Прюц            | Кристина Бертруп      | Мария Веннерстрём   | Маргарета Сигфридссон | тренер: Фредрик Хальстрём                                                           | ЧШЖ 2013                                          |
| 2013—14                                             | Мария Прюц            | Кристина Бертруп      | Мария Веннерстрём   | Маргарета Сигфридссон | Агнес Кнохенхауэр (ЧЕ, ЗОИ) Сара Макманус (ЧМ) тренер: Фредрик Хальстрём            | ЧЕ 2013 · ЗОИ 2014 · ККК 2014 · ЧМ 2014 (5 место) |
| 2014—15                                             | Мария Прюц            | Кристина Бертруп      | Элисон Кревьязак    | Маргарета Сигфридссон |                                                                                     | [ 4 ]                                             |
| 2014—15                                             | Мария Прюц            | Кристина Бертруп      | Мария Веннерстрём   | Маргарета Сигфридссон |                                                                                     | ККК 2015                                          |
| 2014—15                                             | Мария Прюц            | Кристина Бертруп      | Сара Макманус       | Маргарета Сигфридссон | Camilla Johansson (ЧШЖ) София Мабергс (ЧМ) тренер: Фредрик Хальстрём                | ЧШЖ 2015 · ЧМ 2015 (7 место)                      |
| 2015—16                                             | Мария Прюц            | Кристина Бертруп      | Мария Веннерстрём   | Маргарета Сигфридссон | Агнес Кнохенхауэр (ЧМ) тренер: Фредрик Хальстрём                                    | ЧШЖ 2016 (4 место) ЧМ 2016 (9 место)              |
| 2016—17                                             | Сесилия Эстлунд       | Кристина Бертруп      | Мария Веннерстрём   | Маргарета Сигфридссон |                                                                                     | ЧШЖ 2017 · АКК 2017 (5 место)                     |
| Кёрлинг среди смешанных пар (mixed doubles curling) |                       |                       |                     |                       |                                                                                     |                                                   |
| 2015—16                                             | Маргарета Сигфридссон | Пер Карлсен           |                     |                       |                                                                                     | ЧШСП 2016                                         |

(скипы выделены полужирным шрифтом)

## Результаты как тренера национальных сборных
| Год  | Турнир                                        | Сборная              | Место |
| ---- | --------------------------------------------- | -------------------- | ----- |
| 2018 | Чемпионат мира по кёрлингу среди юниоров 2018 | Швеция (юниоры жен.) | 2     |
| 2019 | Зимняя Универсиада 2019                       | Швеция (женщины)     | 1     |
| 2023 | Чемпионат Европы по кёрлингу 2023             | Швеция (женщины)     | 4     |